# Walter Leinweber
Pour les articles homonymes, voir Leinweber.
Temple de la renommée allemand : 1988
Walter Leinweber (né le 18 avril 1907 à Füssen, mort le 2 mars 1997) est un joueur professionnel allemand de hockey sur glace.

## Carrière
Walter Leinweber fait toute sa carrière au EV Füssen avec lequel il est champion d'Allemagne en 1949.
Walter Leinweber participe avec l'équipe nationale aux Jeux olympiques de 1932 à Lake Placid où l'Allemagne remporte la médaille de bronze. Il est le seul gardien de but de l'équipe allemande, il y participe malgré un nez cassé lors d'un match d'exhibition face à une équipe nord-américaine avant les Jeux. Il prend part également aux championnats du monde 1930 où il prend six buts lors de la finale contre le Canada, 1934 où l'Allemagne prend la médaille de bronze et est championne d'Europe, et 1935 ainsi qu'aux championnats d'Europe de hockey sur glace 1929 et 1932.
C'est pourquoi il fait partie du Temple de la renommée du hockey allemand.